# Alberto Corchs Laviña
Alberto Corchs Laviña (Montevideo, 19 de abril de 1946 - desaparecido desde el 21 de diciembre de 1977) era un militante uruguayo de los Grupos de Acción Unificadora (GAU), vinculándose en Buenos Aires a la Unión Artiguista de Liberación (UAL). Junto a su esposa, Elena Lerena, fueron secuestrados en la ciudad de Buenos Aires, a fines de 1977 en un operativo represivo conjunto entre uruguayos y argentinos contra los GAU. Fueron vistos en centros clandestinos de detención dependientes del 1.er Cuerpo del Ejército y del Servicio Penitenciario de la Policía Provincial de Buenos Aires (SIPPBA), cuyo centro de Inteligencia estaba ubicado en la ciudad de La Plata y conocido como Circuito Camps.

## Biografía
Nació en Montevideo el 19 de abril de 1946, hijo de Alberto Corch y María Sara Laviña.
Casado con Elena Paulina Lerena, tuvieron en común un hijo al que llamaron Alejandro. En Montevideo, la pareja residía en la calle Canelones Nro. 2607 Alberto era Profesor de Física en Enseñanza Secundaria; mientras estudiaba en la Facultad de Ingeniería de la Universidad de la República. 
El 27 de octubre de 1973 (luego de la intervención de la Universidad de la República por las autoridades del régimen militar y de la represión que se desató contra las GAU), partieron hacia la República Argentina. Allí se instalaron en la calle Monteverde Nro. 4140, piso 1, apartamento B, en el barrio La Lucila de la Provincia de Buenos Aires, de dónde fueron secuestrados. Era conocido, bajo el seudónimo de "Gabriel". Pocos días después, el 2 de noviembre, la Dirección Nacional de Información e Inteligencia dependiente del Ministerio del Interior uruguayo, solicita su captura.
En Buenos Aires, se encontraban otros uruguayos militantes de la misma organización política, que también fueron detenidos y desaparecidos en el correr del año 1977: el matrimonio compuesto por Graciela De Gouveia, y Enrique Michelena, secuestrados el 14 de junio; Fernando Martínez detenido el 29 de julio; entre el 21 y el 27 de diciembre fueron secuestrados además: Edmundo Dossetti, y su esposa Ileana García, Alfredo Bosco, Julio D'Elía, y su esposa Yolanda Casco (quién se encontraba embarazada casi a término, dio a luz en enero de 1978 en el "Pozo de Banfield" a Carlos D`Elía Casco, apropiado por el matrimonio De Luccia-Leiro. De Luccia era miembro del Servicio de Inteligencia Naval argentino. Carlos recupera su identidad en 1994), Raúl Borelli, Gustavo Goycoechea y su esposa, Graciela Basualdo, María Antonia Castro y su esposo, Mario Martínez, Gustavo Arce y Raúl Gámbaro. A fines de este año, fueron detenidos en Buenos Aires también militantes uruguayos del Movimiento de Liberación Nacional-Tupamaros (MLN-T), de las Agrupaciones de Militantes Socialistas (AMS) y del Partido Comunista Revolucionario (PCR).

## Secuestro
El 21 de diciembre de 1977 cerca de las 19 hs, fue detenido en su auto al regresar a su casa luego del trabajo, y conducido a su domicilio por personas armadas vestidas de civil. Allí fue detenida también su esposa, Elena Lerena, y su hijo de un año de edad fue dejado con una vecina - Olga del Pozo -, hasta que pudo reencontrarse con sus abuelos maternos. Las personas de civil que realizaron el secuestro, permanecieron en la vivienda toda la noche, hasta que a la mañana siguiente se llevaron todas las pertenencias que allí se encontraban. A la semana siguiente, volvieron con el objetivo de llevarse al niño, que ya se encontraba en Uruguay con sus abuelos. 
Fueron testigos del secuestro, la familia Del Pozo, que vivían en la planta baja del mismo edificio y Guillermo Taub, un militante argentino también secuestrado en fechas cercanas, que coincidió con ellos en dos Centros Clandestinos de Detención: el denominado COT 1 (Comando de Operaciones Tácticas 1), ubicado en la localidad de Martínez a fines de diciembre de 1977 y en el “Pozo de Banfield” en los primeros días de enero de 1978.  En marzo de 1978, también fueron vistos en el "Pozo de Banfield", por Adriana Chamorro y Eduardo Corro (ambos argentinos, que también se encontraban secuestrados allí). Entre fines de abril y comienzos de mayo fueron trasladados al "Pozo de Quilmes", con el fin de ser interrogados por oficiales uruguayos. Allí fueron, vistos por Washington Rodríguez y Alberto Illarzen, ambos uruguayos que se encontraban secuestrados allí, quienes aseguran que "ellos mismos y todos los detenidos uruguayos, eran interrogados por oficiales uruguayos que no hacían ningún esfuerzo por ocultar su nacionalidad".
En 1979, Washington Rodríguez testimonia ya desde Suecia, que en el Pozo de Quilmes "pude tomar contacto con las siguientes personas: Mario Martínez y sus esposa María Antonia Castro, Alberto Corch Laviña, Guillermo Manuel Sobrino, Andrés Carneiro Da Fontoura, Aída Sanz (...) A pedido expreso de estas personas, manifiesto que son traídos de un “pozo” (cárcel) situado en Banfield (...) donde totalizan un grupo de 32 uruguayos. Me relataron las condiciones en que vivían en ese lugar; estaban siempre esposados y con los ojos vendados (...) Los verdugos que los interrogaban eran oficiales uruguayos, pertenecientes a la OCOA [sic]. A lo que se suma que el interrogatorio giraba sobre actividades en el Uruguay (...) Las personas antes nombradas son de nacionalidad uruguaya, como así también sus interrogadores, entre los cuales se reconoció un oficial de la Marina uruguaya. Aparte de esto, los propios guardias nos manifestaron que los uruguayos estaban a cargo de personal militar de esa nacionalidad.”
Luego, fueron devueltos al "Pozo de Banfield".

## Desaparición
Según el testimonio de Adriana Chamorro, "cuando llegué me pusieron en el último calabozo del ala “B” y supe que el 16 de mayo había trasladado a casi todos los que estaban en el lugar, en las dos alas. Todos los uruguayos fueron trasladados con destino desconocido, salvo María Artigas de Moyano e Ileana García Ramos de Dossetti, que quedaron en Banfield, en el primer calabozo del sector “B”. (…) A fines de junio se produjo otro traslado pequeño, en el que se llevaron con los mismos mecanismos que en el anterior, a Ileana Ramos de Dossetti, a Noemí y al matrimonio Logares. El destino, según los guardias, era nuevamente “el sur”.
Ricardo Vilaró, exvicepresidente de la Convención Nacional de Trabajadores (CNT) y también militante de los GAU, declaró ante la Comisión de Derechos Humanos de la ONU, que el día que fue puesto en libertad desde la Jefatura de Policía de Montevideo en abril de 1978, fue nuevamente trasladado en la calle y trasladado al FUSNA: "en determinado momento se me ofreció ver declaraciones de los otros detenidos de los GAU, a lo cuál respondí afirmativamente, a pesar de que imaginé que la intención era impresionarme. (...) un oficial del FUSNA iba corriendo las hojas de un bibliorato, donde aparecía en cada hoja, el nombre del detenido, su foto y el texto de un resumen en su declaración. En determinado momento pude ver una declaración de Alberto Corchs y su foto; esto duró un instante, pues el oficial dijo: esto no es para vos"

## Denuncias
Desde el momento de su secuestro en Buenos Aires, tanto su familia como compañeros de militancia realizaron varias denuncias en organismos estatales nacionales e internacionales, así como en Organizaciones No Gubernamentales. Entre ellas, podemos referir a: Amnistía Internacional, Cruz Roja Internacional y Alto Comisionado para los Refugiados (ACNUR). En Argentina: Asamblea Permanente por los Derechos Humanos,  Departamento de Policía y Departamento Central de Policía de la Provincia  de Buenos Aires, Superintendencia de Seguridad Federal, Comandante en Jefe del Ejército, Ministerio del Interior, Embajada y Consulado de Uruguay, En Uruguay: Comando General del Ejército, División del Ejército I. 

## Informes del estado uruguayo

### Informe de la Comisión para la Paz (2003)
La Comisión para la Paz considera confirmada la denuncia sobre desaparición forzada del ciudadano uruguayo Alberto Corchs Laviña (C.I. 1.040. 580-2), porque ha recogido elementos de convicción relevantes que permiten concluir que:
1. Fue detenido el día 21 de diciembre de 1977, a las 19 horas, en su domicilio de la calle Monteverde Nro. 4140, Piso 1, Apto. B, en la Provincia de Buenos Aires, junto a su esposa Elena Paulina Lerena Costa, desaparecida, en presencia de su hijo pequeño, por fuerzas represivas que actuaron en el marco de un procedimiento no oficial o no reconocido como tal.
2. Estuvo detenido, en los centros clandestinos de detención Quilmes y Banfield. También podría haber estado en el Centro de Operaciones Tàcticas (COT 1 Martínez), en la localidad de San Isidro.
3. Fue probablemente "trasladado", con destino final desconocido, junto a otros uruguayos detenidos, el 16 de mayo de 1978.

### Informe de la Armada Nacional a la ministra de Defensa Nacional (2006)
Según la ficha personal, realizada por el Equipo de Historiadores de la Secretaría de Derechos Humanos para el Pasado Reciente, en el Informe de la Armada Nacional a la ministra de Defensa del año 2006 se incluye un documento titulado "Informe Contrasubversivo GAU" de dónde surge que el organismo que había detenido a los uruguayos Graciela De Gouveia, Enrique Michelena y Fernando Martínez en junio de 1977 era la Brigada III de la Policía de la Provincia de Buenos Aires y para esa fecha ya habían ubicado a Alberto Corchs como un militante cuya detención estaba pendiente. En dicho Documento se afirma: "Dejase constancia que el denominado (N.G.) “GABRIEL” se considera un “blanco” verdaderamente rentable, que nos permitiría el acceso a la “REGIONAL BUENOS AIRES” del GAU".
En el mismo informe, fue ubicada el acta de interrogatorio de Alberto Corchs Laviña, realizada posterior a su detención.